# Стасіс Красаускас
Стасис Красаускас (лит. Stasys Krasauskas; 1 червня, 1929, Каунас — 10 лютого, 1977, Москва ) — художник і графік з Литви, народний художник Литви, заслужений діяч мистецтв Литовської РСР

## Біографія

### Національні особливості мистецтва Литви
Перш за все це любов до дерева і різьба по дереву, різні засоби його обробки. Особлива стаття мистецтва Литви — створення дерев'яних скульптур. В 20 столітті багато митців Литви звернулися до гравюри, в тому числі в техніці дереворит.

### Ранні роки

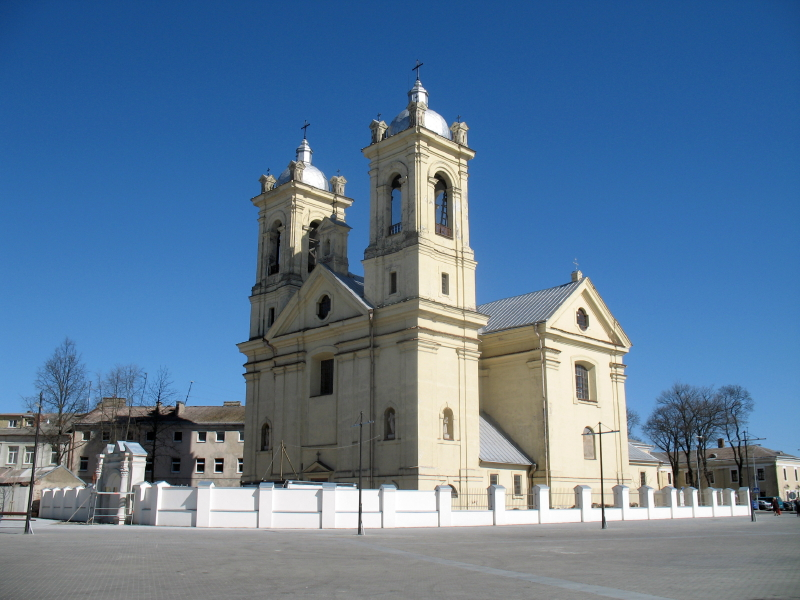
Каунас, базиліка карлелітів

Народився в місті Каунас. Як і всі діти, полюбляв малювати, ще не знаючи, що це стане його другим в житті фахом і головним покликанням життя. Школу закінчив в Каунасі. Сильний хлопець по закінченню школи волів займатися спортом.

### Два дипломи Красаускаса
- 1948-1952 рр. — студіював у Вільнюському держ. інституті фізкультури і спорту. Отримав диплом і неодноразово був чемпіоном Литви з плавання. Але продовжував малювати вдома.
- 1952-1958 рр. — студент Державного художнього інституту Литви. Навчання закінчив і отримав дипломом з відзнакою.

### Родина
Ще у 1953 р. студентом узяв шлюб з Нійоле Лещукайтіте. Родина мала двох доньок — Расе, Аісте.

### 1961 рік

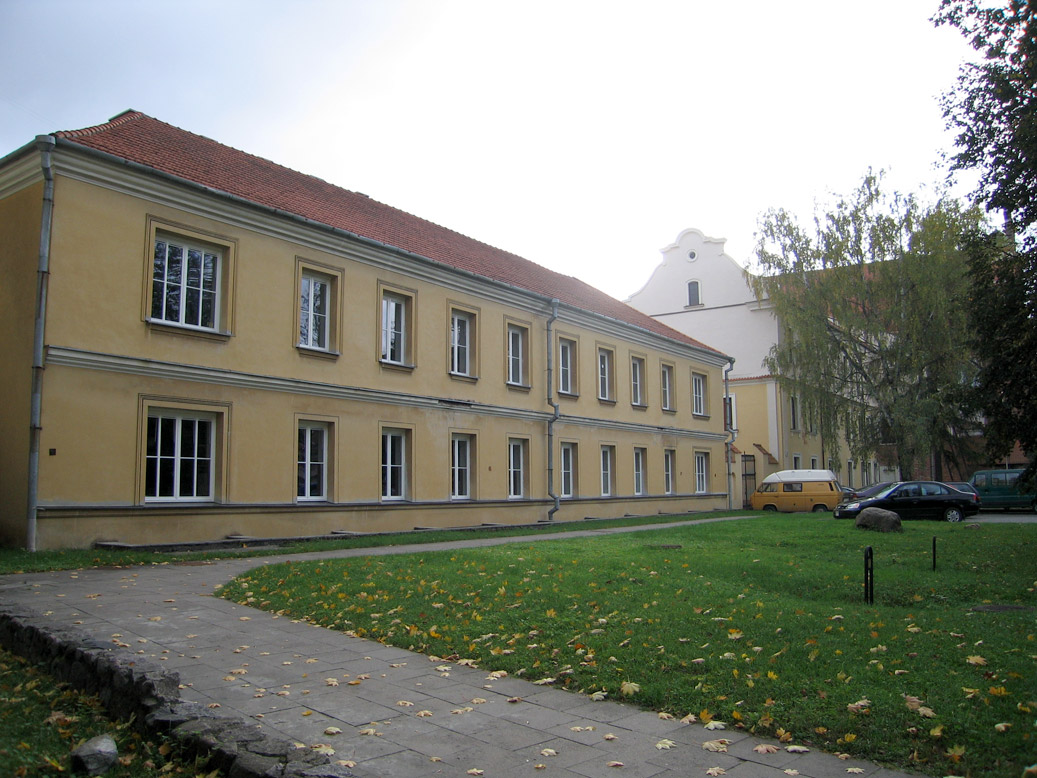
Стара будівля Художньої академії в Вільнюсі.

Він став особливим в житті митця. Красаускас отримав визнання в країні, його прийняли до Спілки художників Литви і запросили бути викладачем в Художньому інституті в місті Вільнюс. Пізніше (після виходу Литви зі складу СРСР) інститут стане Національною художньою академією з 1990 р.

### Малюнки на серветках
У Красаускаса був недовгий учнівський період, бо допомогло малювання вдома і досвід дорослого. Адже другий диплом з Художнього інституту він отримав у віці 29 років. Він швидко поринув в самостійну діяльність.
Красаускас займався малюнком, живописом, робив проби в різних техніках гравюри. І саме в гравюрі знайшов своє покликання.
Як і кожен митець, спирався на власний досвід, а там був спорт. Серія гравюр «Рух» якраз і розробляла цю тематику («Баскетболіст», «Стрибки з жердиною»). Цікаві за технікою виконання (чорне тло, силуетна фігура спортсмена, накладання фігур одна на одну заради показу фаз руху), вони виглядають як штудії. Але їх тематика мало кого могла зачепити змістом. Зміст і особлива виразність виникали в малюнках-шкіцах, в малюнках на серветках. Він знав, що натхнення приходило до нього і по-за майстернею, хапав серветки і починав малювати. Найвдалішими якраз і стали малюнки на серветках — наприклад, шкіц до «Сонетів» Шекспіра з коханцями біля дерева. Жіноча голівка з волоссям вітами, знайома читачам журналу пори СРСР «Юність» вперше виникла як малюнок на серветці теж.

### Художня манера
Красаускас як графік тяжів до лапідарної, знакової манери. На його гравюрах зрілої пори велике місце займає чорне і досить порожнє тло. На ньому майстер і розгортав свої розповіді про людські мрії, їх роздуми, їх почуття, буденні нібито зайняття, що, однак, обертаються естафетою від минулого у майбутнє. Він тяжів до символізму, до образу-знаку, відомому ще по іконам Візантії без їх копіювання. Не дивно, що його естампи і гравюри сприймалися як графічні метафори і їх полюбляли поети.

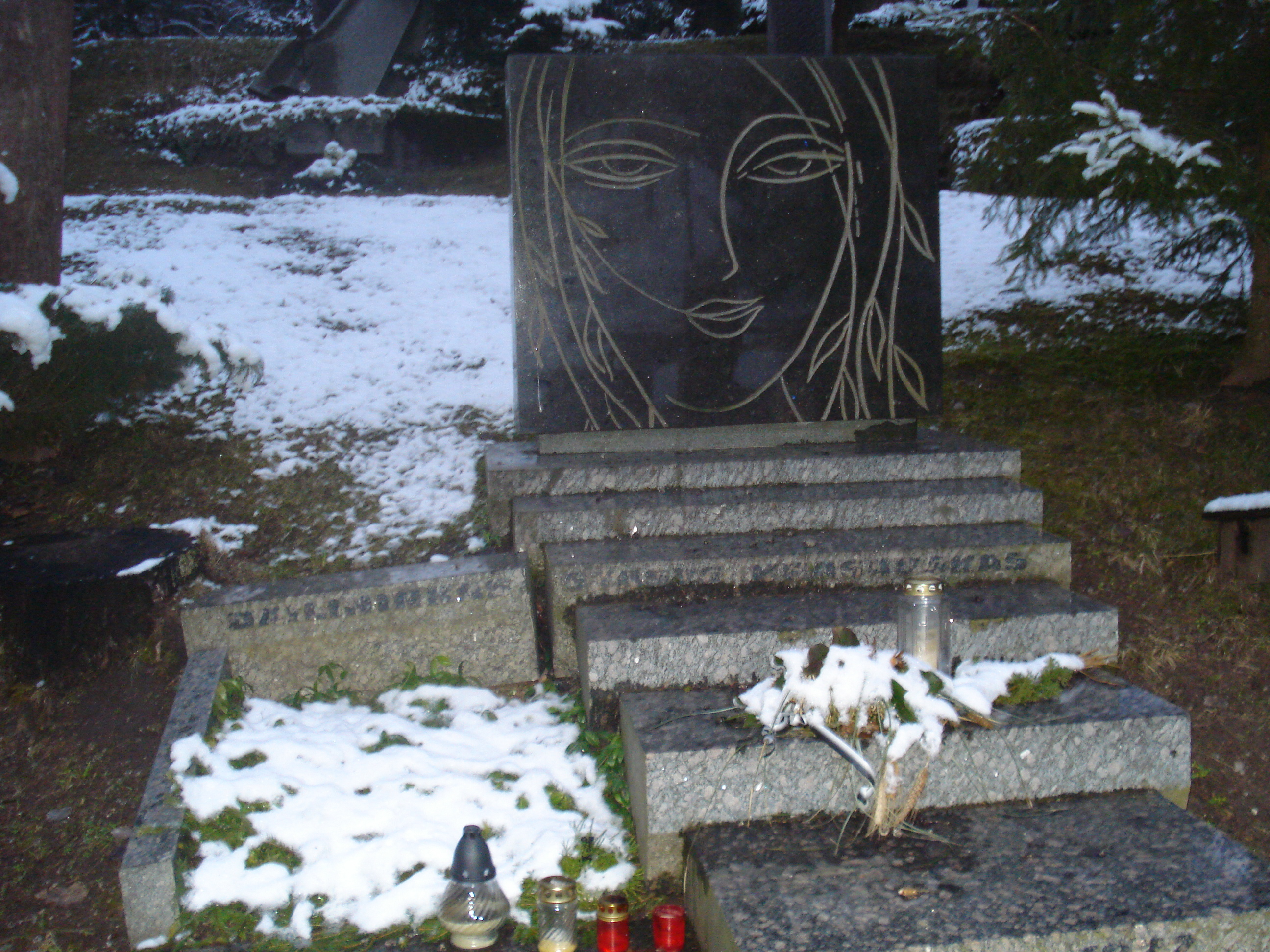
Надгробок Красаускаса.

А художник і сам створив чимало світлин саме до поем чи збірок поезій. Мали вони і самостійне значення. Відірвавшись від одних текстів, вони ставали світлинами численних журналів — від літературних і художніх до науково-популярних.

### Техніки виконання
Стасіс Красаускас працював різних техніках гравюри. Він шукав адекватності своїм задумам в різних техніках і матеріалах, брався за гравюри монохромні і кольорові, папір з тонуванням і різною фактурою. Кольори на його гравюрах зближені, відібрані до мінімуму. Аркуш «Хто я ?» побудований на сполученні мерехтливих крапок синього і золотавого на чорному тлі. Аби створити завершений графічний образ йому часто досить тонких і гнучких ліній зі схематичним натяком на середовище. Його хвилює проблема передачі світла і частка його гравюр — справжні феєрії світла.
Серед його технік
- монотіпія («Жінки»)
- ліногравюра («Театральні маски, або Театр»)
- автоцинкографія (аркуш "Втеча від себе ")
- літографія (античний бог Пан)

Але дереворит був найпоширенішим.

### Хвороба і смерть
На 45 році життя захворів та помер через два роки. Похований на Антокольському цвинтарі в Вільнюсі.

## Нагороди
- Державна премія СРСР (1976)
- Орден «Знак Пошани»

## Увічнення пам'яті
- Про Красаускаса знято документальну стрічку.
- Окремими виданнями вийшли альбоми, поштові листівки з гравюрами майстра.

## Серії естампів Красаускаса
- " Політ "
- « Камо грядеши, людино ?»
- « Рух»
- « Вікна»
- «Літо»
- " Народження жінки "
- " Вічно живі "

## Світлини до книг, створені Красаускасом
- Важгантас, «Дядьки та тітки»
- Шекспір, «Сонет»
- Ванцлова, «Чи знаєш ти сей край?»
- Е.Межелайтіс, «Ера»
- Е.Межелайтіс, «Людина»
- Е.Межелайтіс, «Авіаетюди»
- Р. Рождественський «Реквієм»
- М. Слуцкіс, «Усмішки і долі»
- «Пісня пісень царя Соломона»
- Ю. Марцинкявічус, «Стіна»
- А. Балтакіс, «Пішоходний птах»